# Modus ponens
Modus ponens er navnet på en syllogisme indenfor klassisk logik.
I naturligt sprog:
Hvis P, så Q
P er Sand
Ergo, Q er Sand
I formel logik (sætningslogik):
{\displaystyle p\rightarrow q},
{\displaystyle p\quad }
{\displaystyle \vdash q}